# Thomas Wilson (retoricus)

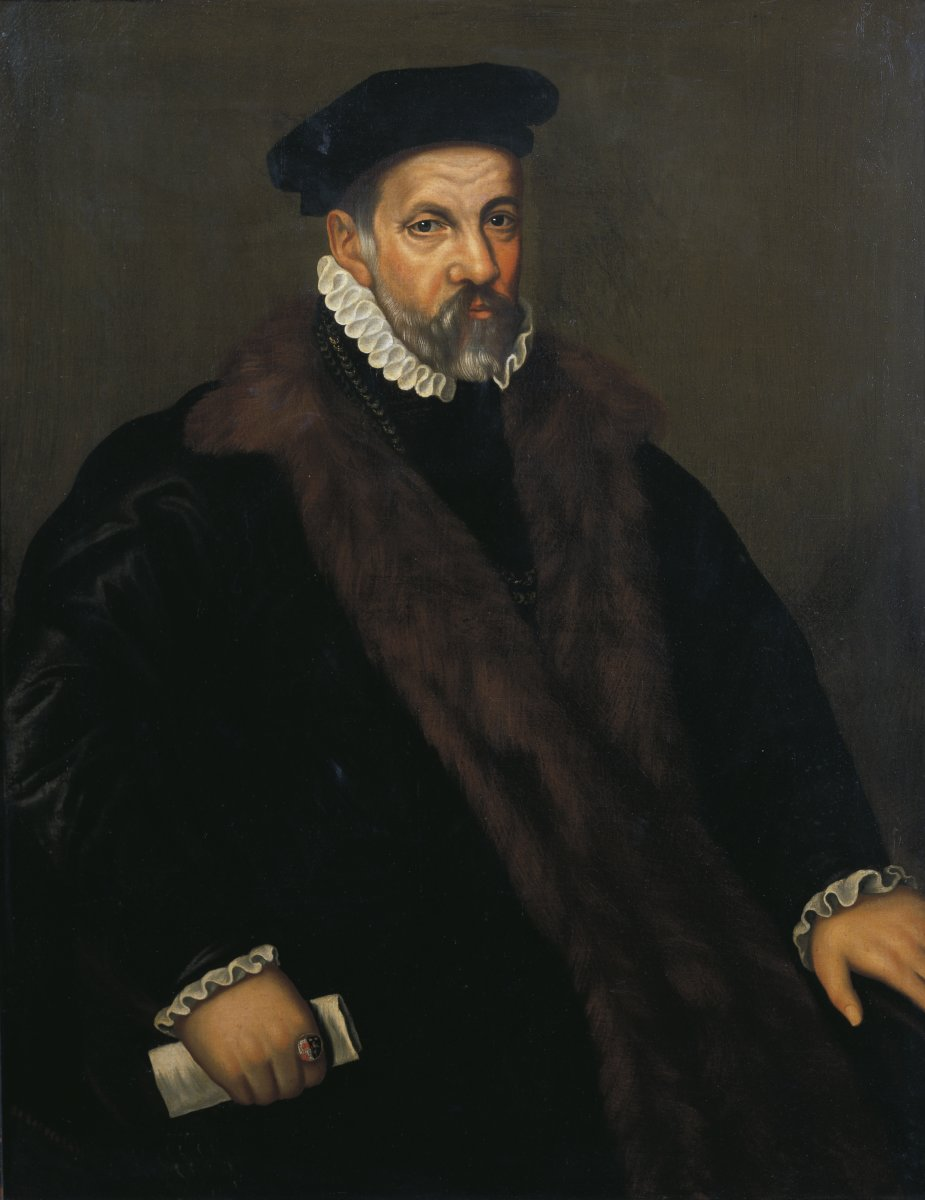
Thomas Wilson in zijn functie als gezant in Portugal, ca. 1575, schilder onbekend, National Portrait Gallery, Londen

Thomas Wilson (1525 – 16 juni 1581) was een Engels diplomaat en hoveling aan het hof van Elizabeth I. Hij werd opgeleid aan Eton College en het King's College van de Universiteit van Cambridge, waar hij in 1549 zijn M.A. behaalde.
Wilsons faam berust vooral op twee vroege werken: The Rule of Reason, conteinynge the Arte of Logique set forth in Englishe  (1551), een wetenschappelijke benadering van de logica, en The Arte of Rhetorique (1553), een baanbrekend werk op het gebied van de retorica. In dit laatste werk verzet hij zich tegen grove middeleeuwse taaluitingen, pedant taalgebruik en het gebruik van buitenlandse woorden en uitdrukkingen en pleit hij voor een eenvoudiger en helderder manier van proza schrijven en spreken.
In 1570 publiceerde hij een vertaling van werk van de Griekse redenaar Demosthenes onder de titel Three Orations of Demosthenes in Favour of the Olynthians.
In 1572 verscheen A Discourse upon Usury, dat is geschreven in de vorm van een dialoog tussen een jurist, een koopman en een prediker. 